# الكريوفور
الكريوفور ( بالإنجليزية: Cryophorus) هو عبارة عن وعاء زجاجي يحتوي على ماء سائل وبخار ماء. يتم استخدامه في دورات الفيزياء لإثبات التجميد السريع عن طريق التبخر. يحتوي الكريوفور في العادة على على لمبة في أحد طرفيه متصلة بأنبوب مصنوع من نفس المادة. عندما يتم وضع الماء السائل في طرف المصباح ويتم غمر الطرف الآخر في خليط متجمد (مثل النيتروجين السائل)، ينخفض ضغط الغاز أثناء تبريده فيبدأ الماء السائل في التبخر، مما ينتج عنه المزيد من بخار الماء. يتسبب التبخر في تبريد الماء بسرعة إلى نقطة التجمد ويتصلب فجأة.

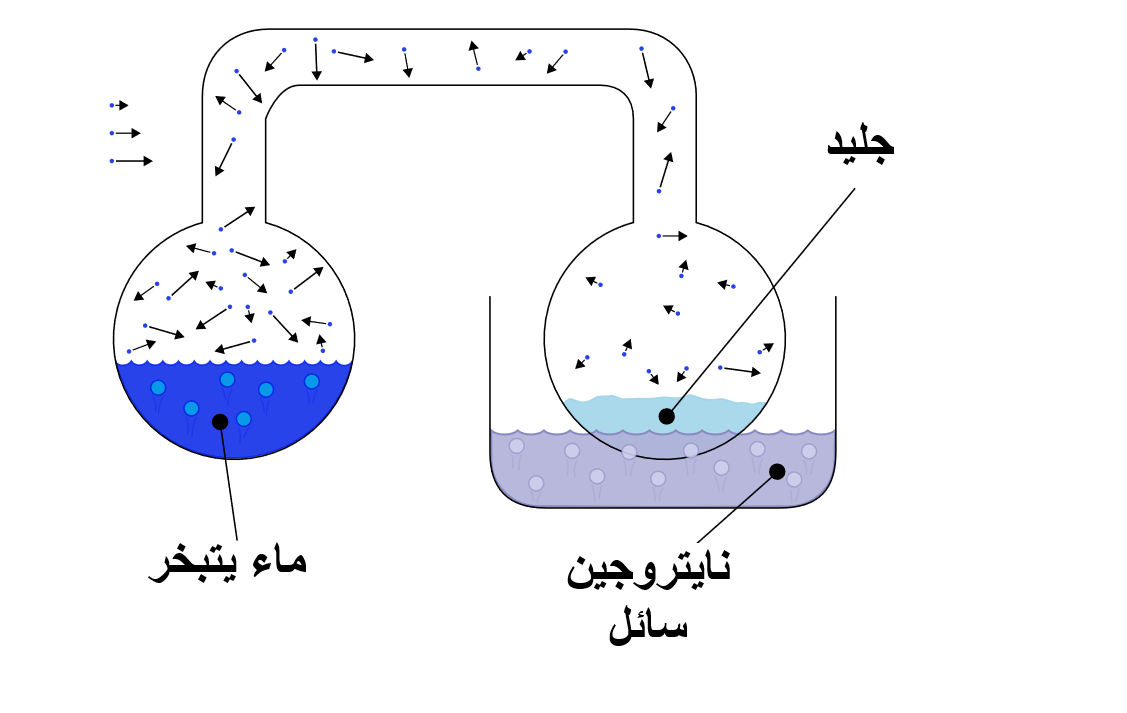
رسم تخطيطي لكروفور يظهر الماء وهو يتبخر من اللمبة اليسرى ويتكثف ويتجمد في اللمبة اليمنى.

كان «ولاستون كريوفور» نقطة بداية لصنع الأنبوب الحراري الحديث.

## تاريخ
وصف ويليام هايد ولاستون الكريوفور لأول مرة في ورقة عام 1813 بعنوان «طريقة للتجميد عن بعد.»